# Astropecten tamilicus
Astropecten tamilicus is een kamster uit de familie Astropectinidae.
De wetenschappelijke naam van de soort werd in 1888 gepubliceerd door Ludwig Döderlein.